# Hergensweiler
Hergensweiler település Németországban, azon belül Bajorországban. Lakosainak száma 1912 fő (2023. december 31.). Hergensweiler Hergatz, Opfenbach és Wangen im Allgäu községekkel határos.

## Népesség
A település népessége az elmúlt években az alábbi módon változott:
| Lakosok száma | 626  | 1098 | 1097 | 1808 | 1822 | 1860 | 1900 | 1886 | 1914 | 1912 |
|               | 1875 | 1970 | 1975 | 2011 | 2013 | 2014 | 2016 | 2019 | 2021 | 2023 |